# 北良食糧埠頭
北良食糧埠頭（べいりゃんしょくりょうふとう）は、中華人民共和国遼寧省大連開発区の東側の大孤山半島の山塊を崩して、埋め立てて造られた100万平方メートルの新しい大きな埠頭のこと。北良港とも呼ばれる。港には5箇所の8万t級の深水バースがある。
開発区からは疎港路から分岐した北良港公路と鉄道（金窯線の支線）はトンネルを通って入る。大連北良食糧物流園区を形成し、大連北良有限公司が管理している。世界銀行の借款により、27.87億元で竣工。鉄道と直結し中国東北部の食糧積出港として、海外や中国南部への輸送ルートとして重要な位置を占めている。中国東北部各地より粮食漏斗車（穀物ホッパー車）により、大量に大豆などの穀物が輸送され、大きな貯蔵施設に蓄えられる。備蓄能力は60万トンを有する。日系の大連日清製油有限公司が進出しているほか、国営の製油会社が操業している。